# Shinji Okazaki
Shinji Okazaki (jap. 岡崎慎司 Okazaki Shinji; ur. 16 kwietnia 1986 w Takarazuce) – japoński piłkarz, który występował na pozycji napastnika. W latach 2008-2019 wielokrotny reprezentant Japonii. Uczestnik Mistrzostw Świata 2010, 2014 i 2018.
W swojej karierze występował m.in. w takich klubach jak: Leicester City, VfB Stuttgart, 1.FSV Mainz 05 oraz Shimizu S-Pulse.

## Kariera
Shinji Okazaki karierę rozpoczął w Takigawa Daini High School. W 2005 roku trafił do klubu z J-League, Shimizu S-Pulse. 9 października 2008 roku zadebiutował w reprezentacji Japonii. Okazaki w styczniu 2010 roku dostał nagrodę dla najlepszego strzelca reprezentacyjnego za rok 2010, przyznawaną przez IFFHS. Został powołany do kadry na Mistrzostwa świata 2010. W styczniu 2011 roku podpisał kontrakt z niemieckim klubem VfB Stuttgart.

## Statystyki klubowe
| Sezon   | Klub            | Liga           | Mecze | Gole |
| ------- | --------------- | -------------- | ----- | ---- |
| 2005    | Shimizu S-Pulse | J-League       | 1     | 0    |
| 2006    | Shimizu S-Pulse | J-League       | 7     | 0    |
| 2007    | Shimizu S-Pulse | J-League       | 21    | 5    |
| 2008    | Shimizu S-Pulse | J-League       | 27    | 10   |
| 2009    | Shimizu S-Pulse | J-League       | 34    | 14   |
| 2010    | Shimizu S-Pulse | J-League       | 11    | 5    |
| 2010/11 | VfB Stuttgart   | Bundesliga     | 12    | 2    |
| 2011/12 | VfB Stuttgart   | Bundesliga     | 26    | 7    |
| 2012/13 | VfB Stuttgart   | Bundesliga     | 25    | 1    |
| 2013/14 | 1. FSV Mainz 05 | Bundesliga     | 33    | 15   |
| 2014/15 | 1. FSV Mainz 05 | Bundesliga     | 32    | 12   |
| 2015/16 | Leicester City  | Premier League | 36    | 5    |
| 2016/17 | Leicester City  | Premier League | 30    | 3    |
| 2017/18 | Leicester City  | Premier League | 27    | 6    |
| 2018/19 | Leicester City  | Premier League | 21    | 0    |

## Statystyki reprezentacyjne
| Reprezentacja | Sezon   | Występy | Gole |
| ------------- | ------- | ------- | ---- |
| Japonia       | 2008    | 4       | 0    |
| Japonia       | 2009    | 16      | 15   |
| Japonia       | 2010    | 15      | 3    |
| Japonia       | 2011    | 14      | 8    |
| Japonia       | 2012    | 9       | 3    |
| Japonia       | 2013    | 14      | 7    |
| Japonia       | 2014    | 1       | 2    |
| Japonia       | 2015    | 13      | 7    |
| Japonia       | 2016    | 6       | 2    |
| Japonia       | 2017    | 5       | 1    |
| Japonia       | 2018    | 5       | 0    |
| Japonia       | 2019    | 3       | 0    |
| Łącznie       | Łącznie | 119     | 50   |

Ostatnia aktualizacja: 24 czerwca 2019